# Malé Ozorovce
Malé Ozorovce és un poble i municipi d'Eslovàquia. Es troba a la regió de Košice, a l'est del país.

## Història
La primera referència escrita de la vila data del 1332.

## Demografia
| Godina             | 1994 | 2004   | 2014   | 2024   |
| ------------------ | ---- | ------ | ------ | ------ |
| Nombre de persones | 563  | 566    | 533    | 519    |
| Diferència         |      | +0,53% | −5,83% | −2,62% |

| Godina             | 2023 | 2024   |
| ------------------ | ---- | ------ |
| Nombre de persones | 521  | 519    |
| Diferència         |      | −0,38% |